# فيكتوريا أزارينكا
فيكتوريا ازارينكا (الروسية: Виктория Азаренко) هي لاعبة كرة مضرب من روسيا البيضاء ولدت في عام 31 يوليو 1989. واعتبارا من 19 أغسطس 2012 تحتل أزارينكا المركز الثاني عالميا لتنس السيدات بعد بطله العالم الإمريكية سيرينا ويليامز.
فازت أزارينكا ببطولة ببطولة أستراليا المفتوحة للتنس|أستراليا المفتوحة لعام 2012، وبذلك تصبح أول لاعبة بلاروسية تفوز بإحدى البطولات الأربع الكبرى في فردي السيدات. ولها إنجازات أخرى بتحقيقها لقبين ببطولات الجراند سلام للزوجي المختلط، بطولة أمريكا المفتوحة 2007 مع اللاعب ماكس ميرناي وبطولة فرنسا المفتوحة 2008 مع اللاعب بوب بريان.

## السجل

### نهائيات الجراند سلام للناشئين

#### الفردي: 2 (الألقاب: 2)
| الحصيلة | السنة | البطولة                     | السطح | المنافس      | النقاط   |
| ------- | ----- | --------------------------- | ----- | ------------ | -------- |
| الفوز   | 2005  | أستراليا المفتوحة           | صلبة  | أجنيس سافاي  | 6–2, 6–2 |
| الفوز   | 2005  | بطولة أمريكا المفتوحة للتنس | صلبة  | أليكسا جلاتش | 6–3, 6–4 |

#### الزوجي: 4 (4 ألقاب)
| الحصيلة | السنة | البطولة            | السطح  | الشريك           | المنافسون                         | النقاط             |
| ------- | ----- | ------------------ | ------ | ---------------- | --------------------------------- | ------------------ |
| الفوز   | 2004  | بطولة ويمبلدون     | عشبية  | أولجا جوفورتسوفا | مارينا إراكوفيتش مونيكا نيكوليسكو | 6–4, 3–6, 6–4      |
| الفوز   | 2005  | أستراليا المفتوحة  | صلبة   | مارينا إراكوفيتش | نيكولا فرانكوفا أجنيس سافاي       | 6–0, 6–2           |
| الفوز   | 2005  | فرنسا المفتوحة     | ترابية | أجنيس سافاي      | رالوكا أولارو أمينة رحيم          | 4–6, 6–4, 6–0      |
| الفوز   | 2005  | بطولة ويمبلدون (2) | عشبية  | أجنيس سافاي      | مارينا إراكوفيتش مونيكا نيكوليسكو | 6–7(5–7), 6–2, 6–0 |

## الخط الزمني للأداء البطولات الكبرى

### الفردي
مفتاح
| ف | ن | ن.ن | ر.ن | د# | د.م | ل | أ.أ | ت | غ | ب | ف | ذ | م.خ | ل.ت |

(ف) فاز بالبطولة (ن) وصل النهائي (ن.ن) نصف النهائي (ر.ن) ربع النهائي (د#) الأدوار الأربعة الأولى (د.م) دور المجموعات (ل) شارك في كأس ديفيز (أ.أ) خرج من الأدوار الاولى (ت) خسر التصفيات التأهيلية (غ) غاب عن الحدث أو البطولة (ب) حصل على ميدالية برونزية (ف) حصل على ميدالية فضية (ذ) حصل على ميدالية ذهبية (م.خ) بطولة الماسترز خُفضت إلى مرتبة أقل (ل.ت) البطولة لم تعقد في السنة المعينة.
لتجنب الارتباك وازدواجية الحساب، يتم تحديث هذه المعلومات إما في نهاية البطولة، أو عندما تكون مشاركة اللاعب في البطولة قد انتهت.
| دورات الجراند سلام |     |     |     |      |     |      |      |      |     |      |     |        |
| أستراليا المفتوحة  | د1  | د3  | د3  | د4   | ر.ن | د4   | ف    | ف    | ر.ن | د4   | ر.ن | 39–9   |
| فرنسا المفتوحة     | د1  | د1  | د4  | ر.ن  | د1  | ر.ن  | د4   | ن.ن  | غ   | د3   |     | 21–9   |
| بطولة ويمبلدون     | د1  | د3  | د3  | ر.ن  | د3  | ن.ن  | ن.ن  | د2   | د2  | ر.ن  |     | 26–9   |
| أمريكا المفتوحة    | د3  | د4  | د3  | د3   | د2  | د3   | ن    | ن    | ر.ن | ر.ن  |     | 32–10  |
| فوز-خسارة          | 2–4 | 7–4 | 9–4 | 13–4 | 7–4 | 14–4 | 21–3 | 19–2 | 9–3 | 13–4 | 4–1 | 118–37 |

## روابط إضافية
- موقع فيكتوريا ازارينكا الرسمي
- فيكتوريا ازارينكا  على فيسبوك.على فيس بوك
- فيكتوريا ازارينكا على تويتر
- فيكتوريا ازارينكا على رابطة محترفات التنس
- فيكتوريا ازارينكا نسخة محفوظة 7 يوليو 2012 at Archive.is على الاتحاد الدولي للتنس

## روابط خارجية
- فيكتوريا أزارينكا على موقع IMDb (الإنجليزية)
- فيكتوريا أزارينكا على موقع رابطة محترفات التنس (الإنجليزية)
- فيكتوريا أزارينكا على موقع الاتحاد الدولي لكرة المضرب (الإنجليزية)
- فيكتوريا أزارينكا على موقع كأس بيلي جين كينغ (الإنجليزية)
- فيكتوريا أزارينكا على موقع بطولة ويمبلدون (الإنجليزية)
- فيكتوريا أزارينكا على موقع إي إس بي إن.كوم (الإنجليزية)
- فيكتوريا أزارينكا على موقع اللجنة الأولمبية الدولية (الإنجليزية)
- فيكتوريا أزارينكا على موقع أوليمبيديا (الإنجليزية)